# Opius punctulatus
Opius punctulatus är en stekelart som beskrevs av Szepligeti 1914. Opius punctulatus ingår i släktet Opius och familjen bracksteklar. Inga underarter finns listade i Catalogue of Life.